# Édouard Mathé
Pour les personnes ayant le même patronyme, voir Mathé.
Ne doit pas être confondu avec le pianiste et compositeur Édouard Mathé
Édouard Matthyssens dit Édouard Mathé, né  à Courbevoie le 25 janvier 1881 et mort à Coxyde (Belgique) le 17 septembre 1932, est un acteur français de cinéma muet.

## Biographie
Édouard Mathé faisait partie de la troupe de Louis Feuillade et de la distribution de ses principales séries. Son rôle le plus marquant est celui du journaliste Philippe Guérande, adversaire acharné des Vampires (1915). On le retrouve après dans le rôle plus effacé du frère de Judex, Roger de Trémeuse (1917), et dans celui de Raoul de Nérac dans Barrabas (1919).

## Filmographie

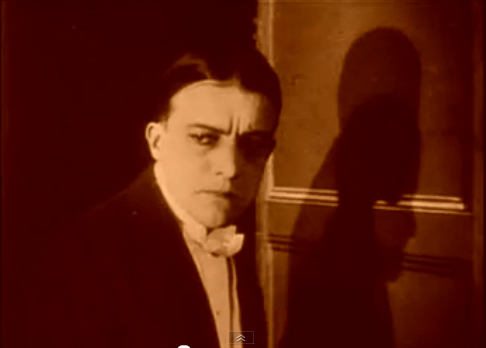
Édouard Mathé dans Les Vampires en 1915.

- 1914 : L'Hôtel de la gare, de Louis Feuillade
- 1915 : Son or, de Louis Feuillade
- 1915 : Le Trophée du zouave, de Gaston Ravel
- 1915 : Le Collier de perles, de Louis Feuillade
- 1915 : L'Angoisse au foyer, de Louis Feuillade
- 1915 : Le Blason, de Louis Feuillade
- 1915 : L'Union sacrée, de Louis Feuillade  : l'industriel
- 1915 : L'Escapade de Filoche, de Louis Feuillade : Ulysse
- 1915 : Fifi tambour, de Louis Feuillade
- 1915 : Les Noces d'argent, de Louis Feuillade : le navigateur
- 1915 : Le Roman de Midinette, de Louis Feuillade
- 1915 : Le Fer à cheval, de Louis Feuillade
- 1915 : Les Vampires, de Louis Feuillade : Philippe Guérande
- 1916 : Suzanne, professeur de flirt, de René Hervil et Louis Mercanton
- 1916 : Le pied qui étreint, de Jacques Feyder
- 1916 : C'est pour les orphelins !, de Louis Feuillade : un acteur
- 1916 : Le Colonel Bontemps, de Louis Feuillade : M. de Lestranges
- 1916 : Les Mariés d'un jour, de Louis Feuillade
- 1916 : Les Fourberies de Pingouin, de Louis Feuillade
- 1916 : Les Fiançailles d'Agénor, de Louis Feuillade
- 1916 : Le Malheur qui passe, de Louis Feuillade
- 1916 : C'est le printemps!, de Louis Feuillade
- 1916 : L'Aventure des millions, de Louis Feuillade
- 1916 : Un mariage de raison, de Louis Feuillade et Léonce Perret : Paul Soulier
- 1917 : Judex, de Louis Feuillade : Roger de Trémeuse
- 1917 : Déserteuse ! de Louis Feuillade
- 1917 : Le Passé de Monique, de Louis Feuillade
- 1917 : Débrouille-toi, de Louis Feuillade
- 1917 : La Femme fatale, de Louis Feuillade
- 1917 : Herr Doktor, de Louis Feuillade
- 1917 : Le Bandeau sur les yeux, de Louis Feuillade
- 1917 : L'Autre, de Louis Feuillade
- 1917 : La Nouvelle Mission de Judex, de Louis Feuillade : Roger de Trémeuse
- 1917 : La Fugue de Lily, de Louis Feuillade
- 1918 : Les Petites marionnettes, de Louis Feuillade
- 1918 : Aide-toi, de Louis Feuillade
- 1918 : Vendémiaire, de Louis Feuillade : capitaine de Castelviel
- 1918 : Tih Minh, de Louis Feuillade : Sir Francis Grey
- 1919 : L'Homme sans visage, de Louis Feuillade
- 1919 : L'Engrenage, de Louis Feuillade
- 1919 : Le Nocturne, de Louis Feuillade
- 1919 : L'Énigme, de Louis Feuillade
- 1919 : Barrabas, de Louis Feuillade : Raoul de Nérac
- 1921 : Les Deux Gamines, de Louis Feuillade : M. de Bersanges
- 1921 : Séraphin ou les jambes nues, de Louis Feuillade : Monsieur Paul Cerisier
- 1921 : L'Orpheline, de Louis Feuillade : Don Esteban
- 1921 : Saturnin ou le bon allumeur, de Louis Feuillade
- 1921 : Gustave est médium, de Louis Feuillade
- 1921 : Parisette, de Louis Feuillade : Pedro Alvarez
- 1923 : Mes p'tits, de Paul Barlatier et Charles Keppens
- 1923 : Le Nègre du rapide numéro 13, de Joseph Mandement : Agamemnon Rokudass
- 1924 : Les Deux Gosses, de Louis Mercanton : Robert Carville
- 1924 : La Course à l'amour, de Paul Barlatier et Charles Keppens